# Acura ARX-06
L'Acura ARX-06 è una vettura sport prototipo progettata da Honda Performance Development e Oreca. La vettura è il sesto prototipo ARX (Acura Racing eXperimental), il primo che soddisfa i nuovi regolamenti LMDh del Campionato IMSA WeatherTech SportsCar dell'Automobile Club de l'Ouest (ACO).

## Sviluppo
Nel settembre del 2022, il marchio Acura annuncia che le ARX-05 utilizzate dal 2017, dal 2023 verranno sostituite dal modello ARX-06. Inoltre si interrompe la partnership con il team Penske, dal 2018 i prototipi Acura vengo solo gestite dai team Wayne Taylor Racing e Meyer Shank Racing ed si impegna dal 2023 nei nuovi regolamenti LMDh.
Il 26 gennaio del 2021, Acura conferma il suo impegno per la stagione 2023 del IMSA, categoria LMDh. Il 6 dicembre dello stesso anno conferma anche la società francese, Oreca come partner per la costruzione del telaio della ARX-06 come avvenuto con il precedente prototipo.
Il 13 dicembre del 2021, Hugues de Chaunac, CEO del Gruppo ORECA annuncia che l'Acura ARX-06 farà i suoi primi test in pista entro la fine della prima metà del 2022. Con un po' di ritardo al Paul Ricard la ARX-06 scende in pista per la prima volta con Ricky Taylor, completando un breve shakedown. Nel luglio la vettura completa due giorni di test sul Circuito di Nevers Magny-Cours
Nel giugno del 2022 viene confermato che la ARX-06 esordirà nella 24 Ore di Daytona del 2023 e il 17 agosto viene presentata ufficialmente.

## Attività sportiva
Wayne Taylor Racing e Meyer Shank Racing vengono confermati come team ufficiali del marchio nipponico nel Campionato IMSA WeatherTech SportsCar. Il team WTR conferma Filipe Albuquerque e Ricky Taylor ai quali si aggiungerà Louis Delétraz per l'Endurance Cup e Brendon Hartley per la 24 Ore di Daytona. Mentre il team Meyer Shank Racing conferma Tom Blomqvist e ritorna Colin Braun, per l'Endurance Cup si aggiungono Helio Castroneves e Simon Pagenaud.
La nuova vettura si dimostra, fin da subito molto competitiva, nella gara d'esordio, la 24 Ore di Daytona ottiene un doppietta con la vettura del team Meyer Shank che vince la corsa. La seconda vittoria arriva nella Chevrolet Grand Prix sempre con la vettura #60 del team Meyer Shank.

## Risultati

### Campionato IMSA
| Anno | Team                                 | #  | Pilota                                                         | Classe | DAY | SEB | LBH | MON | WGL | MOS | ELK | IMS | PET | Punti | Pos |
| ---- | ------------------------------------ | -- | -------------------------------------------------------------- | ------ | --- | --- | --- | --- | --- | --- | --- | --- | --- | ----- | --- |
| 2023 | Meyer Shank Racing w/ Curb Agajanian | 60 | Tom Blomqvist Colin Braun Hélio Castroneves Simon Pagenaud     | GTP    | 1   | 6   | 6   | 6   | 3   | 1   | 2   | 5   | 1   | 2333  | 6°  |
| 2023 | WTR - Andretti Autosport             | 10 | Filipe Albuquerque Ricky Taylor Louis Delétraz Brendon Hartley | GTP    | 2   | 4   | 7   | 4   | 6   | 2   | 3   | 6   | 9   | 2457  | 2°  |

## Palmarès
- 1  24 Ore di Daytona: (2023)
- 1  Chevrolet Grand Prix: (2023)